# Parkstads kyrka
Parkstads kyrka (finska: Puistolan kirkko) är en kyrka i Helsingfors. Småkyrkoföreningens syförening började samla in pengar för Parkstads kyrka redan 1930. Kyrkan planerades av Eija och Olli Saijonmaa, och blev klar år 1960. Kyrkan har tre våningar, med kyrkosal, församlingssal och verksamhetsutrymmen. Klocktornet är trettio meter högt, och har ett upplyst kors på toppen. I kyrkan finns skulptören Gunnar Uotilas verk Ecce homo. Kyrkans orgel är tillverkad av orgelbyggeri Veikko Virtanen. Grundrenoveringen, planerad av arkitekterna Anna och Ulla Saijonmaa, blev klar år 2002. Kyrkan används av Malmin seurakunta.